# Montargil
Montargil ist eine Gemeinde (Freguesia) im portugiesischen Kreis Ponte de Sor. In ihr leben 1931 Einwohner (Stand 19. April 2021). Ungefähr einen Kilometer flussabwärts der Gemeinde befindet sich die Talsperre Montargil.